# Walce
Walce (dodatkowa nazwa w niem. Walzen) – wieś w Polsce, położona w województwie opolskim, w powiecie krapkowickim, w gminie Walce, której jest siedzibą. Historycznie leży na Górnym Śląsku, na ziemi prudnickiej. Położona jest w Kotlinie Raciborskiej, będącej częścią Niziny Śląskiej. Przepływa przez nią rzeka Stradunia.
W latach 1975–1998 miejscowość należała administracyjnie do ówczesnego województwa opolskiego. Do 1956 należała do powiatu prudnickiego.
Według danych na 2011 wieś była zamieszkana przez 1892 osoby.
| SIMC    | Nazwa     | Rodzaj     |
| ------- | --------- | ---------- |
| 0504670 | Antoszka  | przysiółek |
| 0504663 | Groble    | przysiółek |
| 0504686 | Krzewiaki | przysiółek |
| 0504640 | Marianków | część wsi  |
| 0504657 | Posiłek   | część wsi  |

## Nazwa
W łacińskim dokumencie z 1228 roku wydanym przez Kazimierza I opolskiego zanotowana została w szeregu miejscowości założonych na prawie polskim iure polonico w formie Walchi. W alfabetycznym spisie miejscowości na terenie Śląska wydanym w 1830 roku we Wrocławiu przez Johanna Knie wieś występuje pod obecnie stosowaną, polską nazwą Walce oraz niemiecką nazwą Walzen we fragmencie „Walzen, Ober, Nieder und Schloss (zusammenhangend), polnisch Walce„.
Topograficzny opis Górnego Śląska z 1865 roku notuje wieś pod zgermanizowaną nazwą Walzen, a także historycznymi nazwami we fragmencie: „Walzen (1228 Walchi, 1534 Wahltze, polnisch Walzy)”. 12 listopada 1946 r. nadano miejscowości, wówczas administracyjnie należącej do powiatu prudnickiego, polską nazwę Walce.

## Historia
Ślady pobytu człowieka na terenie obecnej wsi Walce, potwierdzone badaniami archeologicznymi, sięgają epoki kamienia (6000–4500 lat p.n.e.).

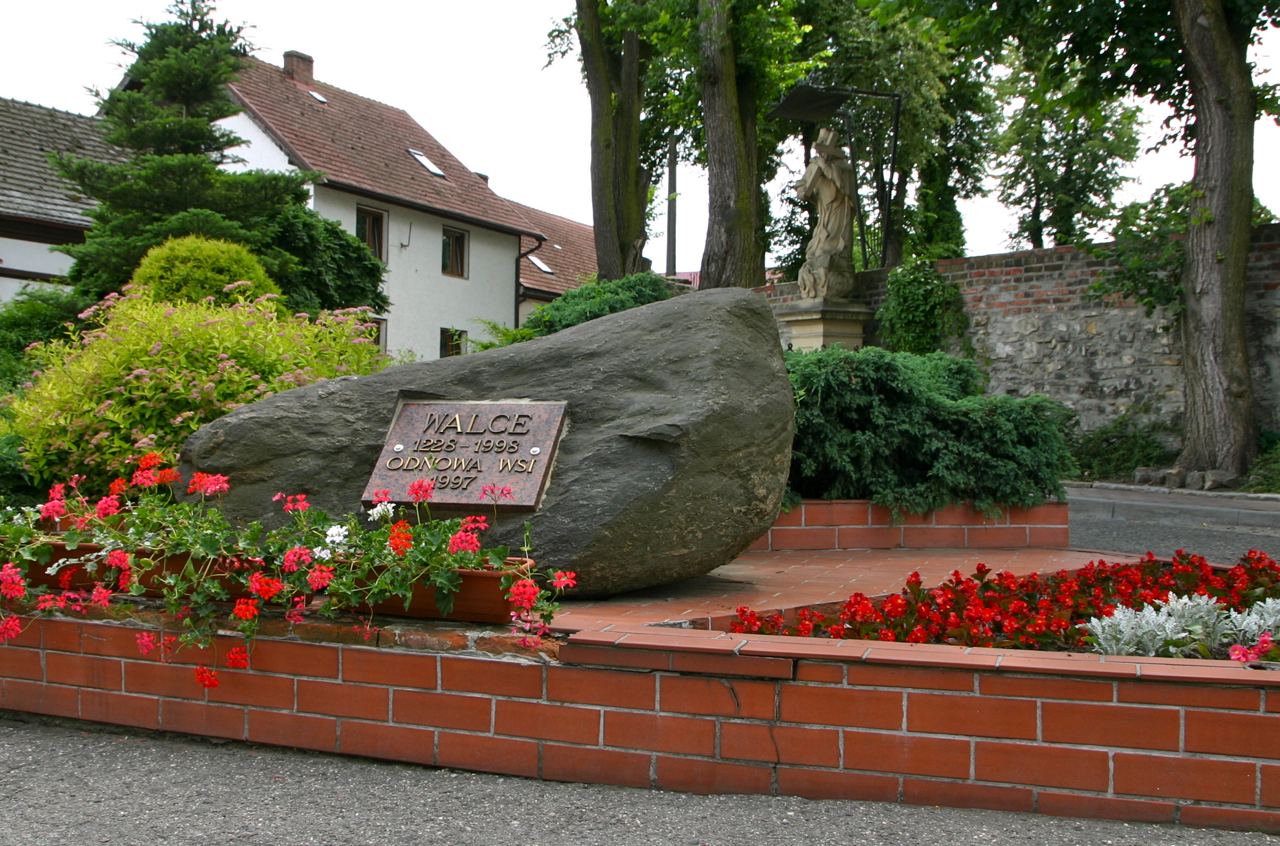
Głaz upamiętniający 770-lecie Walców (1228–1998)

Wieś została założona przez opactwo cystersów w Kazimierzu. Po raz pierwszy wzmiankowana była w łacińskim dokumencie wydanym przez księcia Kazimierza I opolskiego w 1228. W 1260 syn Kazimierza, Władysław potwierdził dokument ojca, według którego wieś Walce została przypisana opactwu norbertanek w Czarnowąsach. Decyzją biskupa wrocławskiego z 4 sierpnia 1290 całość danin wsi przypisana została biskupstwu wrocławskiemu. Istnienie parafii św. Walentego w Walcach potwierdza dokument z 1330. Wzmianka na temat świętopietrza pochodzi z 1447.

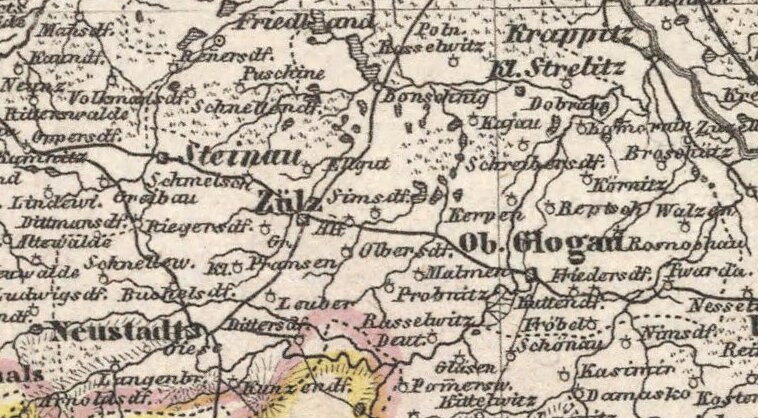
Walce (Walzen) wśród miejscowości ziemi prudnickiej na mapie z 1849

W latach 70. XVI wieku cesarz Ferdynand I przekazał Walce i Biedrzychowice w zastaw Franzowi Schweinichen von Kolbnitz (Franciszek Szwajnoch). W 1574 wspólnota wsi Walce oskarżyła dzierżawcę, że „olszynkę, która między polem naszym [a pańskim] leży, którą my za przodków naszych, jak daleko pamięć sięga, w spokoju używaliśmy, kazał wyrąbać”. W 1585 Schweinichen kupił wieś od cesarza Rudolfa II.

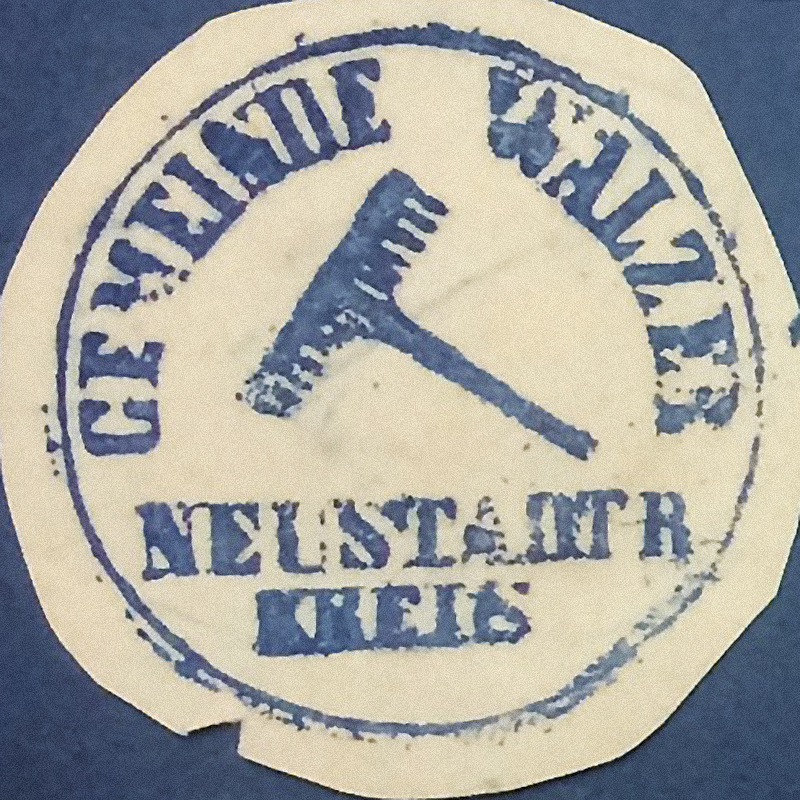
Pieczęć Walców (1911)

W czasie wojny trzydziestoletniej w 1632 do Walców wtargnęły wojska szwedzkie. Szwedzi spustoszyli wieś, a jej proboszcz został zasztyletowany. W 1675 wzniesiony został pałac w Walcach. W 1679 w Walcach działała szkoła katolicka. W dokumencie z 18 listopada 1700 sporządzonym w Raciborzu jako świadek transakcji wystąpił właściciel Dąbrówki i Walców Wentzel Leonard Rogojsky von Rogossnik. Walce zostały ponownie spustoszone podczas trzech wojen śląskich. Do 1742 wieś należała do powiatu sądowego głogóweckiego w Monarchii Habsburgów. Po I wojnie śląskiej znalazła się w granicach Królestwa Prus i weszła w skład powiatu prudnickiego w prowincji Śląsk.
Podczas wojen napoleońskich, w 1807 w Walcach i Prudniku stacjonowały wojska francuskie. Wieś posiadała pieczęć, która przedstawiała w polu grabie w skos, a w otoku napis: GEMEINDE WALZER / NEUSTADTR KREIS (pol. Gmina Walce / Powiat Prudnicki). 2 września 1862 4-letnie dziecko bawiące się zapałkami wywołało pożar, w wyniku którego spłonął kościół, zabudowania gospodarcze, parafialne i szkolne, 23 posiadłości z 22 stodołami napełnionymi żniwem. W płomieniach zginęła znaczna ilość bydła. W 1894 wzniesiono obecny kościół św. Walentego. W latach 1901–1902 zbudowano nową, pięcioklasową szkołę (od 1919 sześcioklasowa, a od 1935 ośmioklasowa). Według spisu ludności z 1 grudnia 1910, na 1516 mieszkańców Walców 98 posługiwało się językiem niemieckim, 1402 językiem polskim, a 113 było dwujęzycznych. W wyborach parlamentarnych w Republice Weimarskiej w 1919 najwięcej głosów w Walcach zdobyli socjaldemokraci.

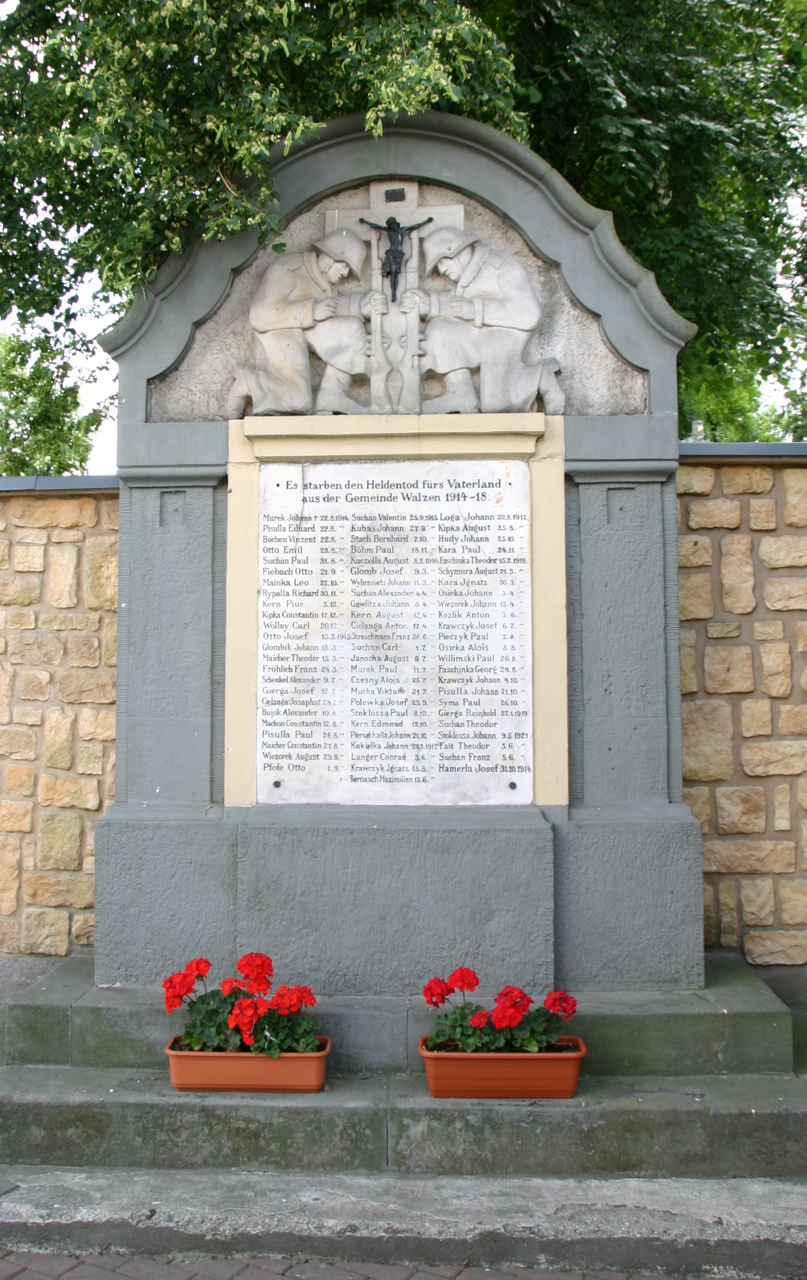
Pomnik poległych w I wojnie światowej

W 1921 w zasięgu plebiscytu na Górnym Śląsku znalazła się tylko część powiatu prudnickiego. Walce znalazły się po stronie wschodniej, w obszarze objętym plebiscytem. Do głosowania uprawnionych było w Walcach 917 osób, z czego 725, ok. 79%, stanowili mieszkańcy (w tym 712, ok. 77,6% całości, mieszkańcy urodzeni w miejscowości). Oddano 890 głosów (ok. 97% uprawnionych), w tym 887 (99,7%) ważne; za Niemcami głosowało 778 osób (87,7%), a za Polską 109 osób (12,3%). W 1923 wieś otrzymała prąd elektryczny. We wsi utworzono lokalny oddział Prudnickiej Powiatowej Kasy Oszczędności. W 1929 rodzina Seherr-Thoss sprzedała pałac w Walcach Górnośląskiej Spółce Ziemskiej. Rozparcelowanie majątku doprowadziło do dynamicznego rozwoju wsi. Powstały nowe gospodarstwa rolne, a liczba mieszkańców wzrosła z 1694 w roku 1926 do 1894 w roku 1939. Pracowały dwa młyny wodne, jeden na Antoszce, a drugi na Grobli. Działały m.in. sklepy spożywcze, sklep tekstylny, dom handlowy, sklep wielobranżowy, piekarnie, masarnie, gospody, apteka i ochotnicza straż pożarna. W 1930 utworzono klub sportowy 1. FC Walzen z sekcją piłkarską, przemianowany w 1933 na SSV Walzen. Klub strzelecki z Walców trzykrotnie zdobył mistrzostwo Śląska w strzelaniu z broni małokalibrowej. Od 1935 działał zespół śpiewaczy.

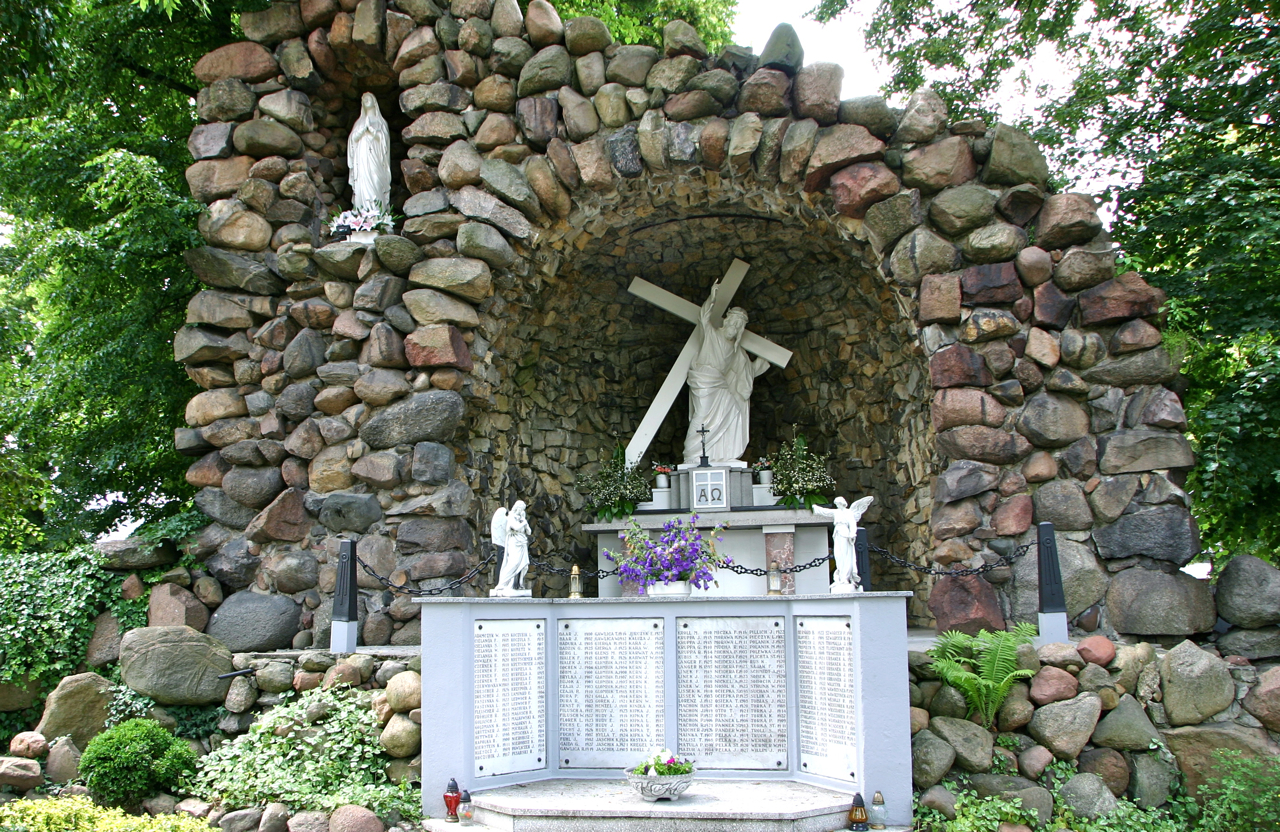
Pomnik poległych w II wojnie światowej

W okolicach Walców wydobywano torf. Według wyników ankiety kościelnej z 1931, odsetek Polaków wśród mieszkańców Walców oceniono na 87–99%. Rozwój gospodarczy i kulturalny Walców został przerwany przez wybuch II wojny światowej. W marcu 1945 niemieckie wojsko posiadało stanowisko dowodzenia we wsi. W wyniku działań wojennych zginęło 247 mieszkańców. Wieś nie poniosła szkód w zabudowie.
Od marca do maja 1945 powiat prudnicki znajdował się pod kontrolą radzieckiej komendantury wojskowej. 11 maja 1945 polska administracja przejęła władzę cywilną w powiecie prudnickim. Mieszkańcom Walców, posługującym się dialektem śląskim bądź znającym język polski, pozwolono pozostać we wsi po otrzymaniu polskiego obywatelstwa. W czerwcu 1945 bawiące się w pałacu dzieci doprowadziły do eksplozji znajdującej się w środku amunicji. W wyniku eksplozji pałac został zniszczony. 11 lipca 1945 w Walcach wybuchło powstanie niemieckiej i śląskiej ludności przeciwko polskim władzom, zainspirowane wydarzeniami w pobliskiej Kórnicy. Tłum miejscowych zaatakował budynek, w którym mieszkał kierownik polskiej szkoły oraz dwie nauczycielki. Polskich milicjantów przybyłych do Walców z Prudnika kilka razy ostrzelano. Milicjanci zastrzelili dwóch mieszkańców wsi. Po tych wydarzeniach, komendant MO powiatu prudnickiego utworzył w Walcach stały komisariat.
W latach 1945–1950 Walce należały do województwa śląskiego, a od 1950 do województwa opolskiego. W latach 1945–1954 wieś była siedzibą gminy Walce, a w latach 1954–1972 gromady Walce. Podlegała urzędowi pocztowemu w Głogówku.
Do 1956 roku Walce należały do powiatu prudnickiego. W związku z reformą administracyjną, w 1956 Walce zostały odłączone od powiatu prudnickiego i przyłączone do nowo utworzonego krapkowickiego.
W 1946 w Walcach znajdowała się siedziba jednego z okręgów sanitarnych Powiatowego Urzędu Zdrowia w Prudniku. Do 1948 we wsi powstał jeden z sześciu w powiecie prudnickim ośrodków zdrowia, a także biblioteka gminna. Zabudowania dawnego majątku przejęła Gminna Spółdzielnia „Samopomoc Chłopska”. Na Mariankowie powstała baza kółka rolniczego, która pod koniec lat 60. XX wieku objęła usługami wszystkie okoliczne wsie. Od 1990 we wsi powstawały prywatne sklepy. Wybudowano nową sieć telefoniczną oraz wodociąg wiejski. W 1990 oddano do użytku budynek Gminnego Ośrodka Kultury. Funkcjonowała tu filia Szkoły Muzycznej z Krapkowic. W 1993, w obliczu nadchodzącej reformy administracyjnej, radni gminy Walce opowiedzieli się za przynależnością do powiatu krapkowickiego, wskazując jednak, że gdyby nie utworzono takowego powiatu, Walce miałyby się znaleźć w powiecie prudnickim. W 1997 Walce przystąpiły do Programu Odnowy Wsi Opolskiej. W 2022 w Walcach zbudowano Punkt Selektywnej Zbiórki Odpadów Komunalnych.

### Przynależność państwowa i administracyjna
| Okres     |                                                                                | Państwo                           | Zwierzchnictwo                    | Jednostka administracyjna                                                |
| --------- | ------------------------------------------------------------------------------ | --------------------------------- | --------------------------------- | ------------------------------------------------------------------------ |
| 1228–1281 |                                                                                | Księstwo opolsko-raciborskie      | Księstwo opolsko-raciborskie      | księstwo opolskie                                                        |
| 1281–1313 |                                                                                | Księstwo opolskie                 | Księstwo opolskie                 |                                                                          |
| 1313–1382 |                                                                                | Księstwo niemodlińskie            | Księstwo niemodlińskie            |                                                                          |
| 1382–1424 |                                                                                | Księstwo niemodlińsko-strzeleckie | Księstwo niemodlińsko-strzeleckie |                                                                          |
| 1424–1460 |                                                                                | Księstwo głogówecko-prudnickie    | Księstwo głogówecko-prudnickie    |                                                                          |
| 1460–1521 |                                                                                | Księstwo opolskie                 | Księstwo opolskie                 |                                                                          |
| 1521–1532 |                                                                                | Księstwo opolsko-raciborskie      | Księstwo opolsko-raciborskie      | księstwo opolskie                                                        |
| 1532–1742 | Monarchia Habsburgów                                                           | Monarchia Habsburgów              | Święte Cesarstwo Rzymskie         | księstwo opolsko-raciborskie, powiat sądowy głogówecki                   |
| 1742–1806 |                                                                                | Królestwo Prus                    | Święte Cesarstwo Rzymskie         | kamera wrocławska, departament wrocławski, powiat prudnicki              |
| 1806–1815 |                                                                                | Królestwo Prus                    | Królestwo Prus                    | kamera wrocławska, departament wrocławski, powiat prudnicki              |
| 1815–1871 | prowincja Śląsk, rejencja opolska, powiat prudnicki                            | Królestwo Prus                    | Królestwo Prus                    |                                                                          |
| 1871–1918 | Cesarstwo Niemieckie                                                           | Cesarstwo Niemieckie              | Cesarstwo Niemieckie              | Królestwo Prus, prowincja Śląsk, rejencja opolska, powiat prudnicki      |
| 1918–1919 |                                                                                | Republika Weimarska               | Republika Weimarska               | Wolne Państwo Prusy, prowincja Śląsk, rejencja opolska, powiat prudnicki |
| 1919–1933 | Wolne Państwo Prusy, prowincja Górny Śląsk, rejencja opolska, powiat prudnicki | Republika Weimarska               | Republika Weimarska               |                                                                          |
| 1933–1938 | Wolne Państwo Prusy, prowincja Górny Śląsk, rejencja opolska, powiat prudnicki | III Rzesza                        | III Rzesza                        | III Rzesza                                                               |
| 1938–1941 | Wolne Państwo Prusy, prowincja Śląsk, rejencja opolska, powiat prudnicki       | III Rzesza                        | III Rzesza                        | III Rzesza                                                               |
| 1941–1945 | Wolne Państwo Prusy, prowincja Górny Śląsk, rejencja opolska, powiat prudnicki | III Rzesza                        | III Rzesza                        | III Rzesza                                                               |
| 1945–1946 |                                                                                | Rzeczpospolita Polska             | Rzeczpospolita Polska             | Okręg I (Śląsk Opolski)                                                  |
| 1946–1950 | województwo śląskie, powiat prudnicki, gmina Walce                             | Rzeczpospolita Polska             | Rzeczpospolita Polska             |                                                                          |
| 1950–1952 | województwo opolskie, powiat prudnicki, gmina Walce                            | Rzeczpospolita Polska             | Rzeczpospolita Polska             |                                                                          |
| 1952–1954 | województwo opolskie, powiat prudnicki, gmina Walce                            |                                   | Polska Rzeczpospolita Ludowa      | Polska Rzeczpospolita Ludowa                                             |
| 1954–1956 | województwo opolskie, powiat prudnicki, gromada Walce                          |                                   | Polska Rzeczpospolita Ludowa      | Polska Rzeczpospolita Ludowa                                             |
| 1956–1973 | województwo opolskie, powiat krapkowicki, gromada Walce                        |                                   | Polska Rzeczpospolita Ludowa      | Polska Rzeczpospolita Ludowa                                             |
| 1973–1975 | województwo opolskie, powiat krapkowicki, gmina Walce                          |                                   | Polska Rzeczpospolita Ludowa      | Polska Rzeczpospolita Ludowa                                             |
| 1975–1989 | województwo opolskie, gmina Walce                                              |                                   | Polska Rzeczpospolita Ludowa      | Polska Rzeczpospolita Ludowa                                             |
| 1989–1998 | województwo opolskie, gmina Walce                                              | Polska                            | Rzeczpospolita Polska             | Rzeczpospolita Polska                                                    |
| od 1999   | województwo opolskie, powiat krapkowicki, gmina Walce                          | Polska                            | Rzeczpospolita Polska             | Rzeczpospolita Polska                                                    |

## Zabytki
Do wojewódzkiego rejestru zabytków wpisane są:
- kościół par. pw. św. Walentego, z l. 1892-94
- ruina pałacu, z XVIII w., (nie istnieje)
- dwór, obecnie dom nr 249, szachulcowy, z XVIII w., XX w.

inne obiekty:
- pomnik poświęcony mieszkańcom zatrudnionym w kopalni węgla kamiennego Sośnica, znajduje się we wsi[50].
- ul. Plac Górny 3, budynek mieszkalno-gospodarczy w zespole dworsko-folwarcznym, XVIII/ XIX w., pocz. XX w., l. 70. XX w.
- ul. Plac Górny 7, bud. mieszkalno-gospodarczy w zespole dworsko-folwarcznym, XVIII/ XIX w., pocz. XX, l. 90. XX w.
- ul. Plac Górny 8, dwór w zespole dworsko-folwarcznym, 2 poł. XVIII w., l. 20. XX w., l. 90. XX w.
- ul. Plac Górny 9-10, bud. mieszkalno-gospodarczy w zespole dworsko-folwarcznym, XVIII/ XIX w., pocz. XX w., l. 70. XX w.
- ul. Plac Górny 11, bud. mieszkalno-gospodarczy w zespole dworsko-folwarcznym, pocz. XX w.
- ul. 1 Maja 38, wiatrak holenderski, 2 ćw. XIX w., l. 50. XX w.
- ul. Opolska 24, budynek mieszkalny, ok. 1925 r.
- ul. Opolska 32, dom ludowy (obecnie opuszczony), 4 ćw. XIX w., 1925 r. l. 30. XX w.
- ul. Opolska 36, budynek mieszkalny (element miejskiego typu zabudowy), ok. 1900 r.
- ul. Opolska 38, budynek mieszkalny/kawiarnia (element miejskiego typu zabudowy), L. 20. XX w.
- ul. Opolska 44, budynek mieszkalny, 1928 r.
- ul. Opolska 49, budynek mieszkalny, 1929 r.
- ul. Opolska 51, budynek mieszkalny/sklep ABC, ok. 1925,l. 80. XX w.
- ul. Opolska 61, plebania/obecnie budynek gospodarczy, 4 ćw. XIX w.
- ul. Opolska, przy cmentarzu, pomnik żołnierzy poległych w I WŚ, L. 20. XX w.
- ul. Opolska, pomnik Krzyża na cmentarzu, k. XIX w.
- ul. Opolska, grota na cmentarzu, L. 20. XX w.
- ul. Podgórna 15, budynek mieszkalny, 4 ćw. XIX w.
- ul. Podgórna, kapliczka, k. XIX w.
- ul. Studzienna 1, dawny zajazd/obecnie budynek mieszkalny, 1872 r., l. 70. XX w.
- ul. Studzienna 23, budynek mieszkalny, ok. 1920 r.
- ul. Zamkowa 10, budynek gospodarczy, k. XIX w., pocz. XX w.
- ul. Zamkowa 10, spichlerz, k. XIX w., pocz. XX w[51].

## Demografia
Miejscowość zamieszkiwana jest przez mniejszość niemiecką oraz Ślązaków. Mieszkańcy wsi posługują się gwarą prudnicką, będącą odmianą dialektu śląskiego. Należą do podgrupy gwarowej nazywanej Kołołczki [Kałałczki]. W wiosce występuje specyficzna gwara śląska charakteryzująca się odmiennym od ogólnośląskiego dyftongu - au.
Walce są największym sołectwem gminy i zajmują 18,9% jej powierzchni, tj. 13,24 km². Wieś jest także największą w gminie pod względem ludności, gdyż zamieszkuje ją 33% mieszkańców gminy Walce.

### Liczba mieszkańców wsi
- 1784 – 457
- 1855 – 1196
- 1861 – 1327
- 1871 – 1394[53]
- 1885 – 1284[54]
- 1905 – 1486[55]
- 1910 – 1516[26]
- 1933 – 1891[56]
- 1939 – 1895[56]
- 1940 – 1897[57]
- 1941 – 2200
- 1966 – 1873[58]
- 1998 – 2044[59]
- 2002 – 2102[59]
- 2009 – 1858[59]
- 2011 – 1892[59]
- 2015 – 1858
- 2016 – 1853
- 2017 – 1844
- 2018 – 1828
- 2019 – 1798

## Gospodarka
W Walcach powstał zakład produkcji opakowań z folii Bischof+Klein. We wsi wyznaczono strefę inwestycyjną o powierzchni 17 ha. W lutym 2025 podpisano porozumienie o współpracy z Katowicką Specjalną Strefą Ekonomiczną.
We wsi znajduje się m.in. placówka handlowa sieci Dino Polska.
Walce wraz z całą gminą podlegają pod inspektorat ZUS w Prudniku.

## Transport
Walce posiadają połączenia autobusowe z Prudnikiem, Głogówkiem, Kędzierzynem-Koźlem i Głuchołazami.

## Kultura
We wsi ma swoją siedzibę Gminny Ośrodek Kultury, który zajmuje się organizacją festynów, festiwali, dożynek oraz prowadzeniem kół zainteresowań i zespołów artystycznych. W Walcach działa Niemieckie Koło Przyjaźni (Deutscher Freundeskreis) – oddział terenowy Towarzystwa Społeczno-Kulturalnego Niemców na Śląsku Opolskim. W 1975 w Walcach został założony zespół folklorystyczny „Walczanki”.
W 1857 w Prudniku wydany został Śpiewnik dla katolickich szkół polskich, ułożony przez nauczyciela i organistę Jaschika z Walców. Etnograf Adolf Dygacz w 1953 zebrał wśród mieszkańców Walców śląskie pieśni ludowe: „Dwa bociónie we stodole młócą”, „Hucza, hucza pilki ku domowi”, „Nie masz cić to jako murosz”, „Zygrodniczej dziołchy nie chca”, „Mularze, mularze”, „Nie ma ci to, nie ma”. Zapisy pieśni zostały przekazane muzeum „Górnośląski Park Etnograficzny”.

## Instytucje
We wsi działa m.in. urząd gminy Walce, LZS, kilka sklepów, dom kultury, OSP, szkoła podstawowa, 2 przedszkola, żłobek, Ośrodek Pomocy Społecznej, biblioteka, Centrum Opiekuńczo-Mieszkalne, Samodzielny Publiczny Ośrodek Zdrowia, apteka, firma Bischof+Klein, poczta, Bank Spółdzielczy, Gminny Zespół Oświaty, Samorządowy Zakład Budżetowy Wodociągi i Kanalizacja czy też Bistro i kawiarnia.

## Religia

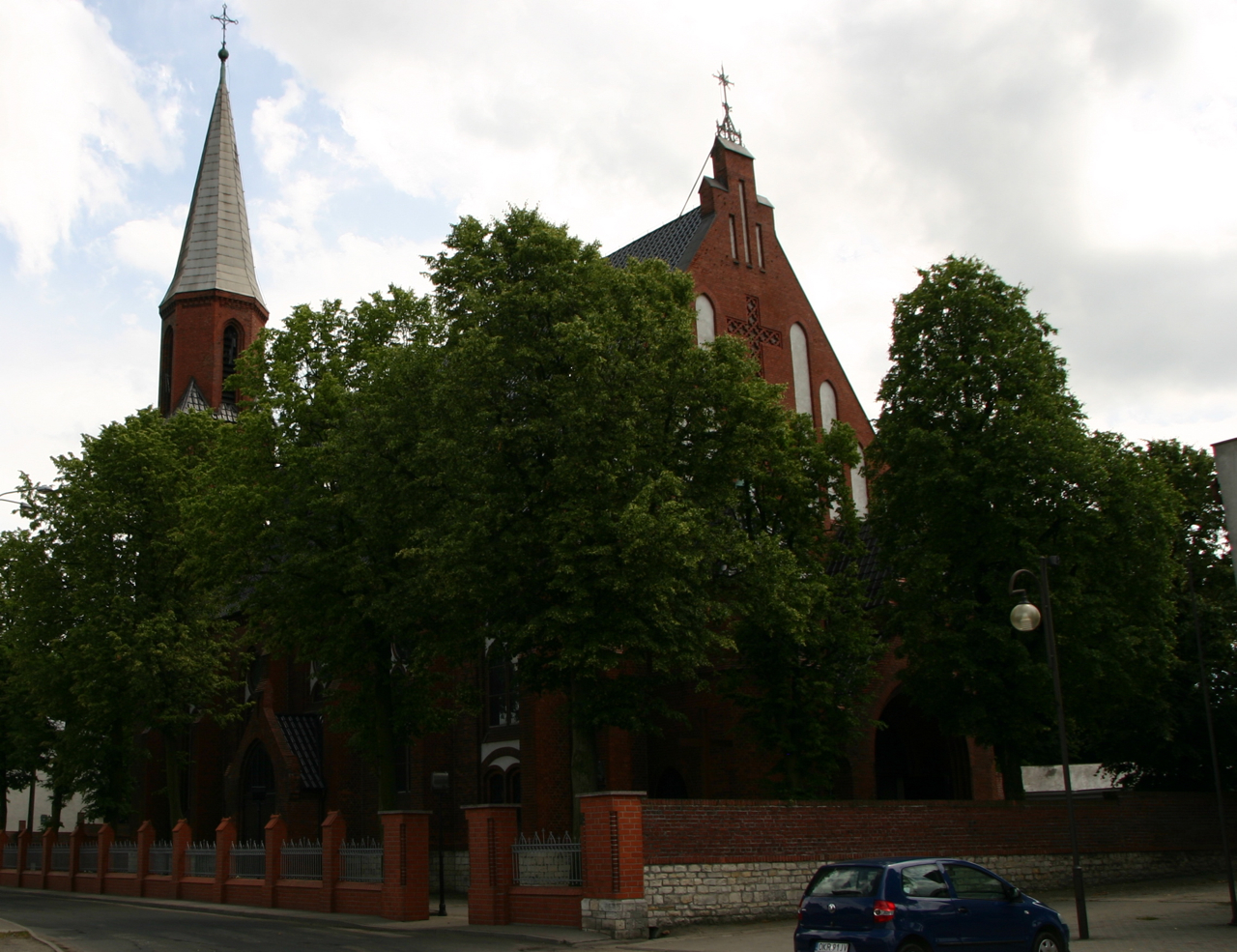
Kościół św. Walentego

W Walach znajduje się katolicki kościół św. Walentego, który jest siedzibą parafii św. Walentego (dekanat Gościęcin).

## Sport
We wsi funkcjonuje klub piłkarski LZS Walce. Klub rozgrywa swoje mecze na boisku w Walcach. W latach 90. XX wieku LZS Walce łączył się z klubem Fortuna Głogówek.

## Turystyka
We wsi funkcjonuje gospodarstwo agroturystyczne „Zacisze Antoszka”. Oddział PTTK „Sudetów Wschodnich” w Prudniku ustanowił turystyczną Odznakę Krajoznawczą Ziemi Prudnickiej, którą zdobywa się poprzez zwiedzenie odpowiedniej liczby obiektów w miejscowościach położonych na ziemi prudnickiej, w tym w Walcach.
12 lipca 2010, w ramach organizowanego w Prudniku VI Europejskiego Tygodnia Turystyki Rowerowej, w którym wzięli udział rowerzyści z całej Europy, przez Walce prowadziła trasa „Szlakiem Pielgrzyma”.

## Bezpieczeństwo
W zakresie ochrony przeciwpożarowej oraz innych miejscowych zagrożeń w Walcach działa jednostka Ochotniczej Straży Pożarnej. Jednostka OSP została założona w 1908. Do 1998 bezpieczeństwo pożarowe w Walcach było nadzorowane przez Komendę Rejonową PSP w Prudniku.
Miejscowość jest pod opieką dzielnicowego rejonu służbowego nr 7 Komendy Powiatowej Policji w Krapkowicach.
Teren wsi, jak i całej gminy Walce, położony jest w strefie nadgranicznej w związku z czym Straż Graniczna dysponuje, na tym obszarze, specjalnymi kompetencjami w zakresie bezpieczeństwa. Gminę Walce obejmuje zasięgiem służbowym placówka Straży Granicznej w Opolu ze Śląskiego Oddziału SG.

## Ludzie związani z Walcami
- Alfons Hilka(inne języki) (1877–1939) – romanista, urodzony w Walcach
- Georg Gyssling(inne języki) (1893–1965) – dyplomata, niemiecki konsul w Stanach Zjednoczonych, urodzony w Walcach
- Dietrich Taube(inne języki) (1932–2021) – aktor teatralny, urodzony w Walcach
- Joachim Czernek (ur. 1948) – polityk, poseł na Sejm, wójt gminy Walce, urodzony w Walcach
- Andrea Rischka (ur. 1991) – wokalistka szlagierowa, instruktorka wokalna w Walcach